# 台州日报
《台州日报》是中华人民共和国浙江省台州市的一份报纸，也是中共台州市委机关报，现由台州日报报业传媒集团（台州日报社）出版发行。

## 历史
《台州日报》的前身是创建于1953年1月1日的《台州大众》，1954年3月停刊。1958年复刊，先出隔日刊后改日刊，1959年因撤销台州专区建制而停刊。1962年5月，台州专区复置，于1964年7月再度复刊，报头字为郭沫若考察天台、温州途经黄岩时题写。文化大革命爆发后的1966年9月再次停刊，至1969年8月改出《红台州报》，1972年2月复名《台州大众》，同年10月15日停刊。
1984年9月1日，在原《台州大众》基础上恢复出版《台州报》，由书法家沙孟海题写报头。1986年更名为《台州日报》，并由周二刊改出周六刊，1988年起改为日报，1994年改为大报。

## 下属媒体
现台州日报社拥有《台州日报》、《台州晚报》、《台州商报》及新闻网站《中国台州网》。